# Tectonic
Tectonic è il secondo album in studio del gruppo musicale olandese Trillium, pubblicato l'8 giugno 2018 dalla Frontiers Music.

## Tracce
1. Time to Shine
2. Stand Up
3. Full Speed Ahead
4. Hit Me
5. Fighting Fate
6. Nocturna
7. Fatal Mistake
8. Shards
9. Cliché Freak Show
10. Eternal Spring